# Стебні (Верховинський район)
Стебні́ — село Верховинського району Івано-Франківської області. Входить до складу Білоберізької сільської громади.

## Розташування
Село лежить за 21 км від районного центру Верховина та за 26 км від залізничної станції Вижниця. Через село протікає річка Білий Черемош.

## Назва
В період з 1956 по 1993 рік називалося Стебнів.

## Історія

### Заснування
Перша письмова згадка датована 1734 р. Однак заселення території теперішнього села Стебні почалося з кінця XV ст. Про походження назви села згадок немає. Але є спогади про назву села, записані від старожителів: «Село подібне до стебника. Стебник — це дерев'яний ящик, в який поміщали бджіл на зимівлю і опускали його в яму на понад половину. Географічне розташування села нагадує цей ящик: з усіх боків гори.»
Коли був час кріпосницької сваволі, доведена до відчаю частина кріпаків Покуття покидала свої села і пожитки та тікали від своїх поміщиків до Закарпаття. Шлях утікачів лежав уздовж Чорного Черемоша через Жаб'є (сучасна Верховина). Частина втікачів заселяла гірські хребти, що простягалися вздовж румунського кордону. Сюди через погані дороги менш доглядали визискувачі. Так і почалося заселення села Стебні. Але сховатися назавжди було неможливо, навіть у горах. Документи свідчать, що в середині XVIII ст. селяни відробляли панщину за те, що збирали гриби та ягоди в лісі, який належав панові.

### Опришківський рух
Уже в 30—40-х рр. XVIII століття селяни виявляють перші спроби протесту проти кріпосного права. Спочатку це були стихійні виступи, а згодом масовіші повстання проти панів. В селі діяла група народних месників під керівництвом сміливого опришка Марусяка. Опришки нападали на поміщицькі маєтки, грабували, забирали їхнє майно і роздавали бідним. Через Стебні проходив навіть Олекса Довбуш, у якого шлях на Буковину пролягав через Жаб'є, Замагору, Красноїлля, Стебні, Довгопілля. У першій половині XVIII ст. тут діяв загін Василя Куділя.
Основна частина населення займалася тоді скотарством. Чоловіки крім того працювали на лісорубках. Умови праці були надзвичайно важкими. Люди працювали по 12—14 год. на добу. Жили вони в колибах.
До 1939 року територія сучасного Верховинського району входила до складу Косівського повіту, який спочатку перебував під владою Речі Посполитої, далі — імперії Габсбургів, а після Першої світової війни знову був захоплений Польщею.
Перебуваючи більш як 700 років під ярмом поневолювачів, край зазнавав величезного соціального та національного гноблення. Населення було зовсім неписьменним. Також у 1932 році село зазнало голоду. Люди були змушені молоти на жорнах спорохнявілі пеньки і з цього дерев'яного борошна випікали собі «дерев'яний» хліб.
Незважаючи на тяжкий соціальний і національний гніт, населення села розвивало свою культуру і звичаї, дотримувалось традицій. Вже з другої половини XIX ст. розвивались художні промисли: різьба і випалювання по дереву, килимарство, ткацтво, бондарство.
Першим головою Стебнівської сільської ради був Юрій Федорович Кочерган.

### Боротьба проти окупантів
У липні 1942 року в Стебнях з'явилася перша група німецьких окупантів. Комендантом села був призначений німецький офіцер Грінберг. Почалися важкі дні нацистської окупації. Грабіжники забирали у населення ліс, худобу, продукти. Населення втратило все, чим користувалося досі. В школі ніхто не вчився, медичну установу було зруйновано. Багато людей було насильно відправлено на роботи в Німеччину. Організатором бандерівського підпілля був запальний націоналіст І. Ю. Аксюк. Підпільна робота перейшла в багаторічну партизанську війну (УПА) спочатку з німецькими, а далі — з московськими окупантами.

### Повоєнний час
Після війни, в грудні 1951 року, група селян — І. І. Скидан, І. І. Гаврищук, Г. Д. Уласійчук та інші організували ініціативну групу зі створення в селі колгоспу. У березні 1952 року на зборах селян було призначено склад правління колгоспу на чолі з І. І. Скиданом. Новоорганізований колгосп було вирішено назвати ім'ям Лесі Українки. Артілі належало 980 га сільськогосподарських угідь, у тому числі 380 га сіножатей, 2501 га пасовищ, 315 га лісу. В селі займалися вирощуванням великої рогатої худоби, вівчарством, переробкою деревини.
12 серпня 1952 р. Жаб'євський райвиконком ліквідував Стебнівську сільраду з приєднанням її до Устеріківської сільради.
В 1950-х роках була знову відкрита початкова школа. В 60-х роках — восьмирічна школа. Пізніше було відкрито пришкільний інтернат. В 1957—1959 рр. було відкрито середню школу, за час її існування був тільки один випуск десятикласників.

### В незалежній Україні
З 24 серпня 1991 року село в складі незалежної України.
2 жовтня 2015 року шляхом об'єднання Білоберізької, Устеріківської та Хороцівської сільських рад село увійшло до Білоберізької сільської громади.
12 червня 2020 року, відповідно до Розпорядження Кабінету Міністрів України  № 714-р «Про визначення адміністративних центрів та затвердження територій територіальних громад Івано-Франківської області», увійшло до складу Білоберізької сільської громади.
19 липня 2020 року, в результаті адміністративно-територіальної реформи та ліквідації Верховинського району, село увійшло до складу новоутвореного Верховинського району.

## Населення
Згідно з переписом УРСР 1989 року чисельність наявного населення села становила 677 осіб, з яких 320 чоловіків та 357 жінок.
За переписом населення України 2001 року в селі мешкало 727 осіб. 100 % населення вказало своєю рідною мовою українську.

## Інфраструктура
У селі працює ЗОШ I—II ступенів та ФАП. У 1992 році відкрито відділення зв'язку. Також у селі є: Будинок культури, приватні магазини, дитячий садок, церква, музей флори та фауни Прикарпаття.
Для туристів тут є готелі «Мрія гуцула» та «Кам'яний рай».

## Цікаві факти
Село згадується у повісті Гната Хоткевича «Камінна  душа».